# Шакал звичайний
Шакал звичайний, шакал золотавий (Canis aureus) — вид родини псових (Canidae), ряду хижих. Вид, що активно розселюється принаймні в останні 20 років на північ, і наразі відомий на більшій частині країн Східної Європи до Естонії включно. Цей соціальний хижак всеїдний, споживає від плодів і комах до малих копитних. У 2015 році дослідження ДНК показали, що шість африканських підвидів C. aureus мають бути виділені в окремий вид, Canis anthus. Вид занесений до Директиви Європейського Союзу 92/43/ЄС «Про збереження природних оселищ та видів природної фауни і флори» та ряду інших природоохоронних документів.

## Поширення

### Ареал у світі
Широко розповсюджений (завдяки всеїдності) у Туреччині, на Балканському півострові, на Аравійському півострові й далі по всій південно-західній Азії (в тому числі на Шрі-Ланці) до В'єтнаму. З недавніх пір зареєстрований також в Угорщині та на півдні України. Золоті шакали з Ізраїлю мають вищу генетичну різноманітність, ніж з Європи. Це, як вважають, пов'язано з тим, що ізраїльські шакали гібридизовані з собаками, вовками та Canis anthus.
Мешкає в найрізноманітніших місцях проживання, це можуть бути напівпустелі, різного виду луки, савани, ліси, мангрові ліси, узбережжя, сільськогосподарські й приміських місця проживання в Індії та Бангладеш. Має здатність відмовитися від рідин і спостерігається на островах, які не мають прісної води. Шакали уникають безводних пустель, але їх можна знайти на краю пустель або в оазах. Шакали добре відомі навколо гірської станції на висоті 2000 м в Індії. Вони витримують морози до -25 й більше градусів, але не адаптовані до глибокого снігу.

### Ареал в Європі
Рештки шакалоподібного хижака (Canis cf. aureus) знайдено у Горішньовигнанському місці знаходження (датується пізнім пліоценом) коло с. Горішня Вигнанка Тернопільської області. У дослідженні Яворницького згадується що за часів Запорізької Січі це був звичайний звір (називався чокалка) на території вольностей низових козаків. У XIX ст. найближчими до України територіями, де мешкав шакал, були Кавказ і Греція.
Порівняно з більшим видом Canis lupaster, знайдено досить небагато викопних решток C. aureus, але, зокрема, з пізнього плейстоцену на території Італії. Скам'янілості, що належать до голоцену (11 700 років тому) та неоліту (10 200–4000 років тому), свідчать про те, що шакали населяли Далмацію (прибережну Хорватію) та південну Грецію. Розглядаючи період між середньовіччям та першою половиною 20 століття, були знайдені записи Золотого Шакала в Паноанському басейні вздовж Дунаю та Сходу Чорного моря, що передбачало нову експансію з Азії до Європи. На початку XX ст. ареал шакала поширився на всі Балкани, на початку XXI ст. досяг на півночі Італії, Австрії, Угорщини, Румунії, Молдови, України.
Починаючи з 1998—2000 років, цей вид почав розселення територією України. Найбільш стабільні його поселення сформовано в приморських регіонах, зокрема в заплавах Дунаю, Дністра, Бугу і Дніпра. З 2015 року окремі особини фіксуються на теренах Швейцарії, Німеччини, Чехії, Словаччини, Польщі, Білорусі, Литви, Латвії, Естонії.
На початку 2018 року шакала звичайного було внесено до офіційного списку ссавців Білорусі.

## Морфологія
Морфометрія. Довжина голови й тіла: 600—1060 мм, хвіст: 200—300 мм, висота в плечах: 380—500 мм, вага: 7—15 кг.
Опис. Хутро, як правило, досить грубе й не дуже довге. Спинна область строката чорна й сіра; голова, вуха, боки, і кінцівки руді або червонувато-коричневі; низ блідо імбирного або майже білого кольору, а кінчик хвоста чорний.

## Поведінка
Він суворо нічний у районах проживання людей, але може бути частково денним у інших місцях. Дуже опортуністичний щодо їжі, поживою є молоді газелі, гризуни, зайці, наземні птахи і їхні яйця, плазуни, жаби, риби, комахи, і фрукти. Не проминає падло за нагоди, але є хорошим мисливцем.
Основною соціальною одиницею є пара і їхнє потомство. Моногамія є правилом, хоча зв'язок у парі, схоже, не такий сильний, як у Canis mesomelas (Шакал чепрачний). Іноді молодь минулого року залишаються в безпосередній близькості від батьків і, навіть, матері та її нового потомства. Однак частіше один або два підлітки залишаються з батьками, утримуючись від розмноження, й допомагають у догляді за наступним поколінням.

## Життєвий цикл
Пологи відбуваються переважно у квітні-травні в Центральній Азії, але протягом усього року в тропічній Азії. Вагітність триває 63 дні. Приплоди містять від одного до дев'яти цуценят, як правило, двоє — четверо. Вага новонароджених 201—214 грам. Очі відкриваються приблизно на 10 день. Твердою їжею починають живитися у віці близько 3 місяців. Обоє батьків забезпечують їжу та захист. Статева зрілість настає в 11 місяців. У неволі тривалість життя становить до 16 років.

## Генетика
Каріотип характеризується диплоїдним числом, 2n=78. Роберт Вейн у 1993 році провів ДНК-аналіз домашніх псів та диких представників роду псів. Аналіз показав, що хоча Canis aureus може представляти деяку частку генотипу собаки, шакал, видається, не дав важливого генетичного вкладу в еволюцію собаки.

## Охорона
На більшій частині ареалу стан природних популяцій виду залишається більш-менш стабільним. Саме тому він, згідно Червоного списку МСОП, отримав охоронну категорію «відносно благополучний вид». Але в окремих регіонах спостерігається тенденція до зниження чисельності популяції виду. Тому шакал звичайний занесений до Директиви Європейського Союзу 92/43/ЄС «Про збереження природних оселищ та видів природної фауни і флори» (Додаток V. Види рослин і тварин, що становлять особливий інтерес для Європейського Союзу, до відлову та збору яких у природі необхідно застосовувати певні заходи регулювання), а також до національних природоохоронних документів ряду країн Європи та Азії.
Шакал звичайний, особливо з погляду до розширення ареалу в Європі, незважаючи на інтенсивне полювання в деяких частинах ареалу, вважається досить успішним видом. Але в багатьох частинах ареалу він сприймається громадськістю негативно, незважаючи на його санітарну функцію в місцевих екосистемах. Ця негативна думка здебільшого пов’язана з уявними конфліктами з власниками худоби та мисливцями. Тому основними загрозами для виду є легальне вибракування, незаконне вбивство та отруєння. Певний негативний вплив для окремих субпопуляцій представляють урбанізація, інтенсифікація сільського господарства, зменшення доступності відходів тваринництва та звалищ, загибель на дорогах, конкуренція із вовками, захворювання (особливо сказ і саркоптоз) та гібридизація із собаками. Вид мешкає на багатьох природно-заповідних територіях Євразії, а також утримується і розводиться в ряді зоопарків.

## Назви
Латинський епітет aureus означає «золотистий». Слово шакал запозичене з перської мови (šağâl), а тамтешнє слово походить від давньоіндійського (śṛgāla). Наукова назва Canis aureus має низку молодших синонімів, зокрема: Aureus aureus, Thos aureus. Українська назва теж має низку синонімів: шакал, шакаль, чикалка.